# Orphy Robinson

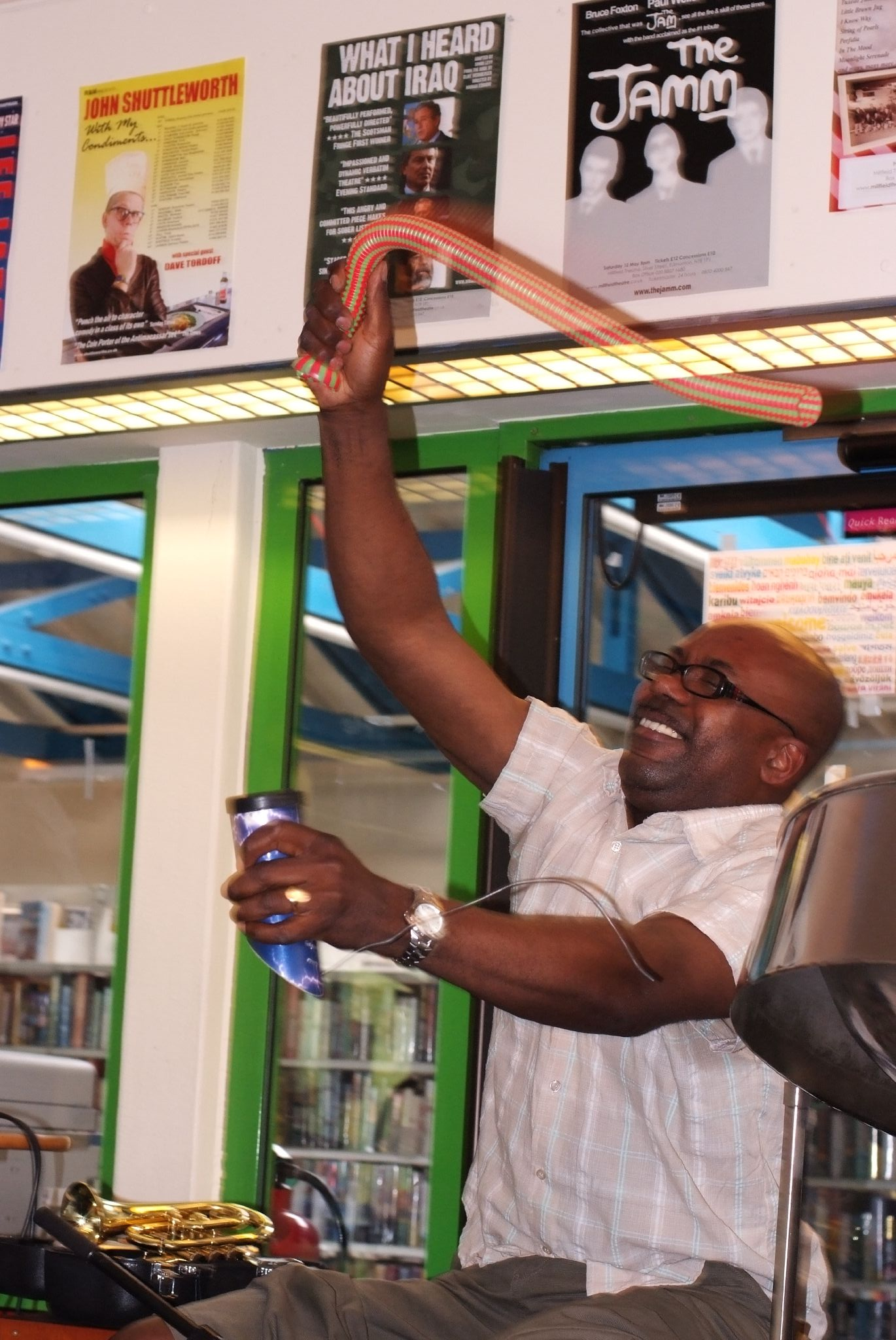
Orphy Robinson (2007)

Orphy Robinson (* 13. Oktober 1960 in London) ist ein britischer Jazzmusiker (Vibraphon, Marimba, Perkussion, Komposition). Er schöpft eklektizistisch aus den unterschiedlichsten Quellen von Jazz und Klassik bis zum Funk.

## Leben und Wirken
Robinson trat vierzehnjährig mit der Hackney and Islington Youth Band auf und begann unter dem Einfluss von Roy Ayers, Vibraphon zu lernen. Er spielte in der Funkband Savannah und näherte sich durch Claude Deppa dem Jazz. Mitte der 1980er Jahre holte ihn Courtney Pine in sein Quartett und zur Bigband Jazz Warriors. Auch trat er mit Andy Sheppard auf und gründete eine eigene Band; 1990 erhielt er von Blue Note Records einen Vertrag für die Band Annavas Project, die er mit Joe Bashorum leitete und mit der er auch auf dem Montreal Jazz Festival auftrat. Daneben tourte er mit Hugh Hopper und nahm auch mit Working Week (Fire on the Mountain, 1989) auf. Später war er auch bei Jazz Jamaica tätig (Massive, 2003).
Als Komponist wirkte er für Ballett-Ensemble wie Phoenix Dance ebenso wie für Alexander Bălănescu. Er arbeitete auch als Filmkomponist. Weiterhin spielte er mit Musikern wie Monday Michiru, Don Cherry, Robert Wyatt, Lester Bowie, Wynton Marsalis, Lol Coxhill, Butch Morris, Kate Havnevik, Nigel Kennedy oder Neneh Cherry, 2019 im Duommit Mark Mondesir. Zudem ist er langjähriges Mitglied des London Improvisers Orchestra.
Für seine Arbeit in der Jazzpädagogik wurde er 2009 als Jazz Educator of the Year bei den Parliamentary Jazz Awards nominiert.

## Diskographische Hinweise
- Orphy Robinson + Annavas: When Tomorrow Comes (1991)
- The Vibes Describes (1993)
- Tony Bevan, Orphy Robinson, John Edwards, Ashley Wales, Mark Sanders: Bruised (Foghorn 2005)
- Louis Moholo An Open Letter to My Wife Mpumi (2008)
- Harry Beckett The Modern Sound of Harry Beckett (2008)
- Black Top Presents: Hamid Drake, Elaine Mitchener, William Parker, Orphy Robinson, Pat Thomas; Some Good News (2021)

## Lexikalischer Eintrag
- Ian Carr, Digby Fairweather, Brian Priestley: Rough Guide Jazz. Der ultimative Führer zur Jazzmusik. 1700 Künstler und Bands von den Anfängen bis heute. Metzler, Stuttgart/Weimar 1999, ISBN 3-476-01584-X.